# Caspar Hilt
Caspar Hilt, auch Kaspar Hilt (* 7. Februar 1765 in Mainz; † 2. Mai 1829 in Wiesbaden) war ein deutscher Jurist.

## Leben
Caspar Hilt wurde als Sohn des Joseph Karl Hilt, Kurmainzer Amtsvogt in Erbach im Rheingau, geboren.
Caspar Hilt studierte Jura an der Universität Mainz und bildete sich 1784 praktisch im Amt Rüdesheim weiter. Nach seiner Examinierung wurde er 1787 im gleichen Amt als Assessor eingesetzt. 1793 wurde er zum Stadtvogt in Obernburg am Main ernannt. Im gleichen Jahr wurde er als Amtskeller, Amtsvogt und Forstmeister nach Eppstein versetzt. Eppstein war zu dieser Zeit ein Ort, der aufgrund seiner nahen Lage zu den Festungen Mainz und Königstein, während des Krieges sehr stark von Einquartierungen, auferlegten Kontributionen und diversen Erpressungen besonders von der Willkür der jeweiligen Regierung abhängig war. 1798 kam Caspar Hilt als Stadt- und Amtsvogt nach Oberursel und wurde gleichzeitig zum Marktmeister der Hohen Mark gewählt.
1809 wurde er zum Hauptmann und Chef einer Kompanie im ersten Regiment der neu errichteten Landjäger-Brigade des Fürstentums Aschaffenburg ernannte.
Aufgrund eines Regierungswechsels trat er in die Dienste des Herzogtum Nassau ein. In dieser Zeit starb auch seine erste Ehefrau. Am 24. Januar 1814 erhielt er den Titel eines Justizrates und wurde zum Landobersten des zur Verteidigung des Herzogtums errichteten Landsturms ernannt. 1815 wurde er in Wiesbaden als Hofgerichtsrat angestellt, aber bereits nach einigen Wochen in gleicher Aufgabe nach Dillenburg versetzt. 1822 erfolgte seine Rückversetzung an das Hofgericht nach Wiesbaden. Kurz vor seinem Dienstantritt in Wiesbaden starb seine zweite Ehefrau.
Am 12. Januar 1825 wurde er zum Oberappellationsgerichtsrat in Wiesbaden ernannt.
1793 heiratete er in erster Ehe Gertrudis von Luß und Stahlenberg aus Rüdesheim. Später war er in zweiter Ehe mit Anna Maria (* unbekannt; † 1822), Tochter des herzoglich naussauischen Oberjägermeisters Ihlemann aus Eltville, verheiratet, mit der er zwei Kinder hatte.
Seine Tochter Maria Josepha (1813–1877) heiratete Moritz Lieber (1790–1860), Advokat, Politiker und Teehändler. Ihr gemeinsamer Sohn, Ernst Lieber, wurde der Führer der Zentrumspartei.